# Canna speciosa
Canna speciosa es una especie perteneciente a la familia Cannaceae, nativa de América  tropical. Fue introducida a Inglaterra desde Sudamérica en 1820, speciosa es 'ostentosa'

## Taxonomía
Desde 1970,  las especies de Canna han sido sujeto de estudio por dos taxónomos, Paulus Johannes Maria Maas de Holanda y Nobuyuki Tanaka de Japón. Maas considera a C. speciosa  como sinónimo de C. indica L. En cambio, los estudios de Tanaka, utilizando análisis moleculares sobre el ADN de estas especies, demostraron que C. indica puede ser claramente distinguida de otras taxa, por lo que las reconoce  como especies separadas.

## Descripción
C. speciosa es una planta fina, alta, que cubre el tallo principal con grandes hojas sin peciolos, gráciles,  arqueadas.  Florece en espigas con flores bicolores de pétalos escarlata con una conspicua garganta amarilla. Es una perenne que alcanza los 2 m de altura. Es algo rústica ya que soporta heladas no muy fuertes. Florece en primavera y las semillas maduran en el verano.

## Sinonimia
- Canna indica var. speciosa (Roscoe ex Sims) Baker[3]